# Scutellaria grossecrenata
Scutellaria grossecrenata là một loài thực vật có hoa trong họ Hoa môi. Loài này được Merr. & Chun ex C.Y.Wu miêu tả khoa học đầu tiên năm 1977.